# 46991 Carolinesoubiran
46991 Carolinesoubiran este o planetă minoră (asteroid) din centura de asteroizi. A fost descoperită pe 14 octombrie 1998 la Caussols de OCA-DLR Asteroid Survey⁠(d). 
Obiectul prezintă o orbită caracterizată de o semiaxă mare de 2,5541520150363 UAi, o excentricitate de 0,15504517764283, o înclinație de 1,123791430234 ° în raport cu ecliptica.